# Weltmeisterschaften im Modernen Fünfkampf 1981
1981 fanden die Weltmeisterschaften im Modernen Fünfkampf bei den Herren in Zielona Góra, Polen, statt. Erstmals wurden auch Weltmeisterschaften im Modernen Fünfkampf bei den Frauen in London im Vereinigten Königreich ausgetragen.

## Herren

### Einzel
| Platz | Land    | Sportler             |
| ----- | ------- | -------------------- |
| 1     | Polen   | Janusz Pyciak-Peciak |
| 2     | Italien | Daniele Masala       |
| 3     | Ungarn  | Tamás Szombathelyi   |

### Mannschaft
| Platz | Land    | Sportler                                          |
| ----- | ------- | ------------------------------------------------- |
| 1     | Polen   | Janusz Pyciak-Peciak Jan Olesiński Zbigniew Szuba |
| 2     | Ungarn  | Attila Császári Lajos Dobi Tamás Szombathelyi     |
| 3     | Italien | Daniele Masala Robert Petroni Carlo Massullo      |

## Damen

### Einzel
| Platz | Land                   | Sportlerin   |
| ----- | ---------------------- | ------------ |
| 1     | Schweden               | Anne Ahlgren |
| 2     | BR Deutschland         | Sabine Krapf |
| 3     | Vereinigtes Königreich | Wendy Norman |

### Mannschaft
| Platz | Land                   | Sportlerinnen                                   |
| ----- | ---------------------- | ----------------------------------------------- |
| 1     | Vereinigtes Königreich | Wendy Norman Sarah Parker Kathy Tayler          |
| 2     | Vereinigte Staaten     | Allison Ried Joy Hansen Lean Skomski            |
| 3     | Schweden               | Anne Ahlgren Agneta Lekander Isabelle Lamprecht |

## Medaillenspiegel
| Platz | Land                   | Goldmedaille | Silbermedaille | Bronzemedaille |
| 1     | Polen                  | 2            | –              | –              |
| 2     | Schweden               | 1            | –              | 1              |
| 2     | Vereinigtes Königreich | 1            | –              | 1              |
| 4     | Italien                | –            | 1              | 1              |
| 4     | Ungarn                 | –            | 1              | 1              |
| 6     | Vereinigte Staaten     | –            | 1              | –              |
| 6     | BR Deutschland         | –            | 1              | –              |